# 東北財経大学

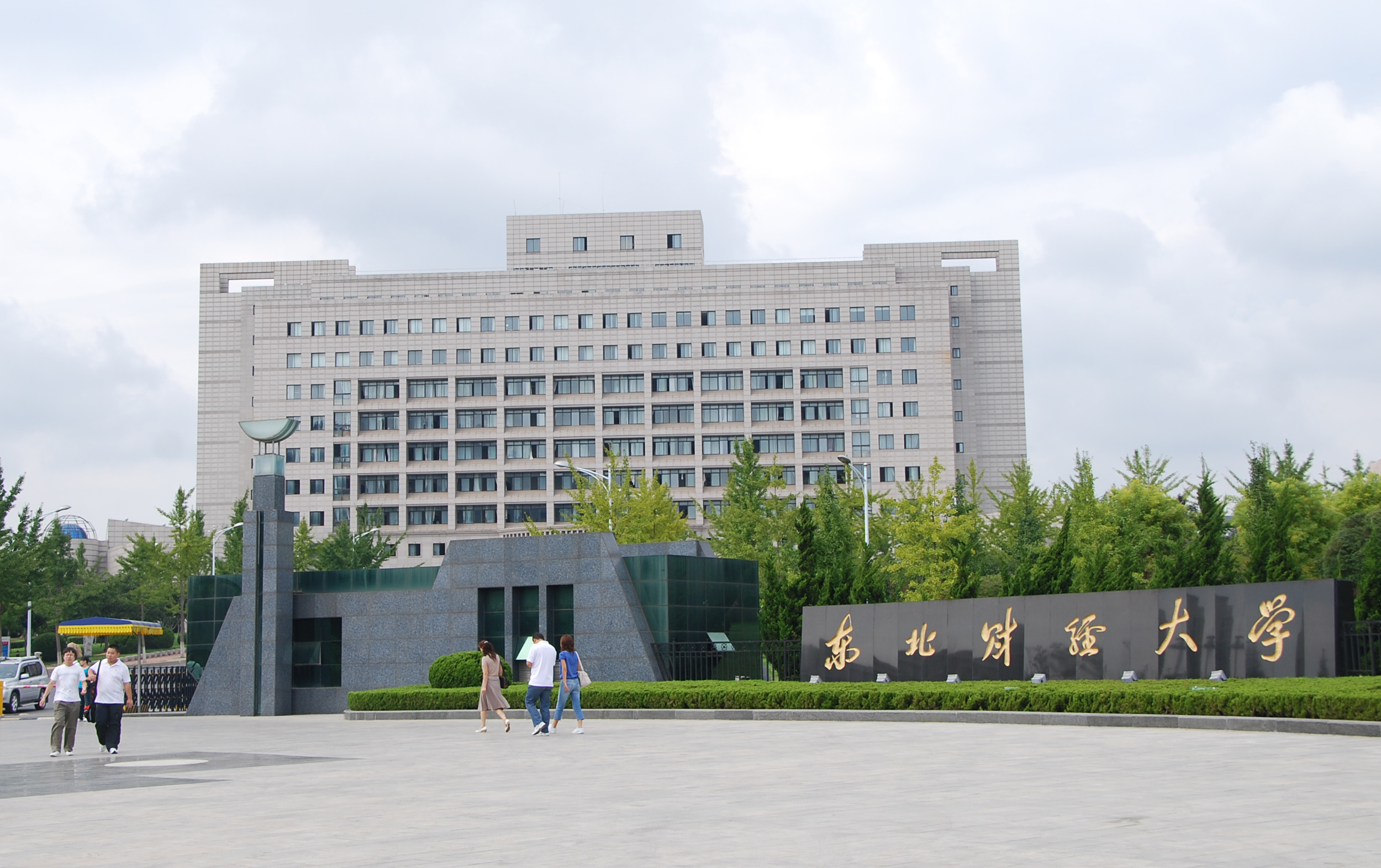
東北財経大学 正門

東北財経大学（とうほくざいけいだいがく、中国語簡体字: 东北财经大学、略称：东财＝東財＝ドンツァイ；英語：Dongbei University of Finance and Economics、英語略称：DUFE＝デューフェ）は、中国遼寧省大連市沙河口区にある財務・経済関係を中心とする総合大学。

## 概要
簡単な歴史は
- 1946年に東北銀行専門学校が瀋陽市で創立
- 1952年に他の3校と合併して東北財経学院を設立
- 1958年に瀋陽師範学院と瀋陽ロシア語専科学校と合併して遼寧大学を設立
- 1959年に遼寧大学のうち、旧東北財経学院の計画統計系と財政信貸系が大連へ移転、大連の遼寧商学院と合併して東北財経学院を設立
- 1979年に財政部の管理下になる
- 1985年に東北財経大学と改名

大学の組織は
- 現在は管理、経済、法学、文学、理学部などがある。
- 国際漢語文化学院（International Institute of Chinese Language & Culture）は外国人が中国語・文化を学習するところ。日本人、韓国人、ロシア人、欧米人、アジア諸国の人などからの学生。
- 薩里国際学院は、英国のサーレイ大学（University of Surrey）の大学院へ留学できるコース
- 国際工商学院（School of Business Administration）は社会人教育用のMBA学部

## 有名な卒業生
- 夏徳仁－同校教授・校長（学長）歴任後、大連市市委書記・市長。
- 張宏傑－作家。

## 交通
- 旅順南路を通るバスの学苑広場バス停
- 大連地下鉄1号線の学苑広場駅（中国語）

## 参照項目
- 東北財経大学出版社